# Laseczka larwy
Laseczka larwy (Paenibacillus larvae, syn. Bacillus larvae) – bakteria wywołująca zgnilec złośliwy (Histolysis infectiosa perniciosa larvae apium, Pestis americana larvae apium), chorobotwórcza jedynie dla larw pszczelich. Jest to gram-dodatnia, orzęsiona laseczka wytwarzająca przetrwalniki.
Odznacza się bardzo dużą odpornością na środki odkażające i niekorzystne warunki środowiskowe. Trudno jest zniszczyć zwłaszcza przetrwalniki znajdujące się w wosku i miodzie.